# Cristina Pedroche
Cristina Pedroche Navas (Madrid, 30 de octubre de 1988) es una presentadora y colaboradora de televisión española, ligada al grupo de Atresmedia desde que se dio a conocer en 2010.

## Biografía
Nació el 30 de octubre de 1988 en el barrio vallecano de Entrevías, Madrid. Estudió en el colegio Liceo Cónsul y en el instituto Isabel la Católica. Es licenciada en Administración y Dirección de Empresas y diplomada en Turismo por la Universidad Rey Juan Carlos.
Empezó a trabajar como modelo ingresando en una agencia de modelos y actores, posando para catálogos y revistas. También apareció en cuñas publicitarias de Movistar o Tampax entre otros. Además hizo una breve aparición en una escena del serial Yo soy Bea, y fue seleccionada para hacer una corta intervención en Sin tetas no hay paraíso donde hizo de una de las chicas de compañía, ambas en 2009. También en ese mismo año, su debut como reportera se produjo en el canal de videojuegos EATV, del estudio Electronic Arts.
Su salto definitivo a la popularidad fue en 2010, cuando fichó por Sé lo que hicisteis..., al ser seleccionada para sustituir a Pilar Rubio en la labor de reportera tras superar un casting para dicho programa. Pedroche estuvo hasta la finalización del programa en La Sexta (2011). En agosto de 2011, realizó la misma labor para Otra Movida en Neox, hasta junio de 2012. En estos años ocupó las portadas de publicaciones como FHM y Primera Línea.
En septiembre de 2012, cambió la televisión por la radio al incorporarse al programa Yu: no te pierdas nada, presentado por Dani Mateo de Los 40 Principales. A partir de noviembre comienza con una sección en el programa de "Anda Ya", en la misma cadena de radio.
En marzo de 2013, su habitual presencia en Twitter le permitió ser la primera mujer española en llegar al millón de seguidores. A final de año, ficha nuevamente por La Sexta, para el programa diario de sobremesa, Zapeando, presentado por Frank Blanco.
En febrero de 2014 aparece en un capítulo de la séptima temporada de la serie La que se avecina, en marzo de ese año, en un episodio de Aída, y en octubre del mismo año aparece en dos capítulos de la sexta temporada de la serie Águila Roja, donde aparece en el personaje de Juana Sánchez, una prima de la marquesa de Santillana, (Miryam Gallego), cuya participación grabó un año antes de su estreno.
Desde octubre de 2014 y hasta octubre de 2015, presenta la gala anual de los premios Neox Fan Awards en Neox, junto a Anna Simon y Miki Nadal. Desde el 10 de octubre de 2014 y hasta el 19 de diciembre de 2014, colabora en el programa de Antena 3, Los viernes al show presentado por Arturo Valls y Manel Fuentes.
En diciembre de 2014, firmó un contrato blindado con el grupo Atresmedia. Por primera vez, presentó las campanadas de Nochevieja de 2014 junto a Frank Blanco, en La Sexta, en las que llevó un vestido transparente negro de Charo Ruiz, que recibió muchos comentarios polémicos. Pedroche y su equipo supieron aprovechar la situación y desde entonces la presentadora se ha convertido en la figura de la Campanadas de Nochevieja de Antena 3, siempre generando gran expectación acerca de cómo será el vestido que lleve. Por el momento, además de transparencias, ha sorprendido con trajes como: un bikini hecho de flores (2018), una escultura fabricada con vidrio reciclado y pan de oro (2019), un traje hecho de cristales simulando una mascarilla (2020), un vestido metalizado del museo Manuel Piña con una calva falsa (2021) o uno hecho con algas (2023) Las Campanadas de Antena 3 lograron ser líderes de audiencia en 2021, 2022 y 2023.
El 20 de marzo de 2015 abandonó temporalmente el programa Zapeando, en el que llevaba participando desde 2013, para presentar en solitario, por primera vez, una nueva entrega del programa Pekín Express en Antena 3, programa cuya sexta temporada también condujo en La Sexta en 2016.
En el año 2016 vuelve a marcharse temporalmente de Zapeando, para grabar la nueva edición de Pekín Express (Antena 3); en octubre de 2016, fue invitada en la primera gala de la quinta edición del exitoso programa Tu cara me suena, imitando a Jennifer Lopez. En ese año, también participa en la tercera grabación del programa 1, 2, 3... hipnotízame, presentado por Jandro y el ilusionista Jeff Toussaint, junto a sus amigos como Mario Vaquerizo o Lorena Castell entre otros rostros populares de la pequeña pantalla. El programa fue emitido el 4 de enero de 2017.
Durante el primer trimestre de 2017 presentó una nueva edición del talent show Tu sí que vales reeditado para la cadena de La Sexta con el nombre Tú sí que sí junto a Silvia Abril, el coreógrafo Rafa Méndez y la cantante Soraya, como jurado del programa. Entre mayo y julio de 2017 presentó el programa de reportajes Dentro de....
En junio de 2017, debuta como modelo de pasarela para la firma canaria, Calima SW en la ciudad de Las Palmas de Gran Canaria, posteriormente, en noviembre del mismo año, desfila para la pasarela nacional de Women'secret. En ese mismo año, participa en la cuarta temporada de Me resbala, junto a los cómicos Anabel Alonso, Edu Soto o Miki Nadal entre otros. El programa fue emitido el 4 de agosto de 2017.
En febrero de 2018, tras una petición de Cristina Pedroche al formato de Tu cara me suena, vuelve al programa de Antena 3 junto a Anna Simon para imitar en directo el hit Lo malo de Aitana y Ana Guerra.
El 2 de marzo se estrena la película Sin rodeos, protagonizada por Maribel Verdú y dirigida por Santiago Segura, dónde Pedroche obtiene un papel de reparto, en el personaje de Alicia.
Desde el 30 de marzo de 2018, se pone al frente del una serie de especiales que recorrerán los mejores momentos de la década en el programa TOP 50 en el prime de los viernes de Antena 3.
En septiembre de 2019 se estrena como colaboradora en la temporada 2019-20 de El hormiguero 3.0 en Antena 3.
El 15 de diciembre inaugura su estatua, en el Museo de cera de Madrid, tras ser el personaje con más repercusión polémica y mediática de los últimos años.
En el año 2021, se embarcó como presentadora en un exitoso reality que triunfó en diversos países y que llegaba a España por primera vez, Love Island.
Ese año, también aparece en una escena de la película, ¡A todo tren! Destino Asturias dirigida por Santiago Segura en la que comparte diálogo con Leo Harlem.
En julio de 2023 presentó el programa Password en Antena 3, tras la baja de Luján Arguelles. El programa duró una temporada hasta diciembre de ese mismo año. Tras los bajos datos de audiencia no creen que haya opción de que vuelva a pantalla.

## Vida privada
El humorista Dani Martínez fue su pareja durante dos años (2010-2012).Durante 2014 se la relaciona con el futbolista Manucho y desde finales de 2014, mantiene una relación sentimental con el chef español Dabiz Muñoz. Se casaron por lo civil el 24 de octubre de 2015. El 30 de diciembre de 2022, confirma su embarazo por Instagram, después de que las revistas del corazón dieran la exclusiva días antes. Más tarde, el 14 de julio de 2023, hacia las 4:15 de la madrugada, da a luz a su primera hija en la clínica Montepríncipe de Madrid. El 17 de julio de 2025 nace su segundo hijo, Isai Pedroche Muñoz.

## Trayectoria

### Programas de televisión

#### Como presentadora
| Programas de televisión | Programas de televisión  | Programas de televisión | Programas de televisión |
| Año                     | Programa                 | Canal                   | Notas                   |
| ----------------------- | ------------------------ | ----------------------- | ----------------------- |
| 2015 – 2024             | Campanadas de fin de año | La Sexta / Antena 3     | Presentadora            |
| 2015 – 2016             | Pekín Express            | Antena 3 / La Sexta     | Presentadora            |
| 2017                    | Tú sí que sí             | La Sexta                | Presentadora            |
| 2017                    | Dentro de...             | La Sexta                | Presentadora            |
| 2018 – 2019             | Top 50                   | Antena 3                | Presentadora            |
| 2021 – 2022             | Love Island              | Neox y Atresplayer      | Presentadora            |
| 2022; 2024              | Zapeando                 | La Sexta                | Presentadora sustituta  |
| 2023                    | Password                 | Antena 3                | Presentadora            |

#### Como colaboradora
| Programas de televisión | Programas de televisión | Programas de televisión | Programas de televisión    |
| Año                     | Programa                | Canal                   | Notas                      |
| ----------------------- | ----------------------- | ----------------------- | -------------------------- |
| 2010 – 2011             | Sé lo que hicisteis...  | La Sexta                | Reportera                  |
| 2011 – 2012             | Otra movida             | Neox                    | Reportera / Colaboradora   |
| 2012 – 2014             | Neox Fan Awards         | Neox                    | Reportera / Copresentadora |
| 2013 – presente         | Zapeando                | La Sexta                | Colaboradora               |
| 2014                    | Los viernes al show     | Antena 3                | Colaboradora               |
| 2019 – 2020             | El hormiguero           | Antena 3                | Colaboradora               |

#### Como invitada
| Programas de televisión | Programas de televisión          | Programas de televisión | Programas de televisión |
| Año                     | Programa                         | Canal                   | Notas                   |
| ----------------------- | -------------------------------- | ----------------------- | ----------------------- |
| 2013; 2017              | El intermedio                    | La Sexta                | Invitada                |
| 2014 – 2024             | El hormiguero                    | Antena 3                | Invitada                |
| 2016; 2018              | Tu cara me suena                 | Antena 3                | Invitada                |
| 2018                    | La noche de Rober                | Antena 3                | Invitada                |
| 2020 – 2023             | Pasapalabra                      | Antena 3                | Invitada                |
| 2020                    | La resistencia                   | #0                      | Invitada                |
| 2020                    | Mask Singer: adivina quién canta | Antena 3                | Máscara invitada        |
| 2020                    | ¡Boom!                           | Antena 3                | Invitada                |
| 2021; 2023              | El desafío                       | Antena 3                | Invitada                |
| 2023                    | Y ahora Sonsoles                 | Antena 3                | Invitada                |

### Programas de radio
| Programas de radio | Programas de radio     | Programas de radio | Programas de radio |
| Año                | Título                 | Emisora            | Notas              |
| ------------------ | ---------------------- | ------------------ | ------------------ |
| 2012 – 2014        | Yu: no te pierdas nada | Los 40 Principales | Reportera          |
| 2012 – 2016        | Anda ya                | Los 40 Principales | Reportera          |

### Cine
| Películas | Películas                     | Películas         | Películas       | Películas        |
| Año       | Título                        | Personaje         | Director        | Notas            |
| --------- | ----------------------------- | ----------------- | --------------- | ---------------- |
| 2018      | Sin rodeos                    | Alicia García     | Santiago Segura | Papel de reparto |
| 2021      | A todo tren. Destino Asturias | Pasajera del tren | Santiago Segura | Cameo            |

### Series de televisión
| Series de televisión | Series de televisión       | Series de televisión | Series de televisión | Series de televisión                                                    |
| Año                  | Título                     | Personaje            | Cadena               | Notas                                                                   |
| -------------------- | -------------------------- | -------------------- | -------------------- | ----------------------------------------------------------------------- |
| 2009                 | Yo soy Bea                 | Chica                | Telecinco            | 1 episodio (Capítulo 611: La cita misteriosa)                           |
| 2009                 | Sin tetas no hay paraíso   | Irene                | Telecinco            | 1 episodio                                                              |
| 2014                 | Águila roja                | Juana Sánchez        | La 1                 | 2 episodios (Capítulos 74-75)                                           |
| 2014                 | Aída                       | Marta San Emeterio   | Telecinco            | 1 episodio (T10xC25: 'Chef del mal')                                    |
| 2014                 | La que se avecina          | Flora                | Telecinco            | 1 episodio (T07xC10: 'Un topo, un torero león y un espetero a la fuga') |
| 2020                 | Pequeñas coincidencias     | Cita de Javi         | Prime Video          | Episodio: «Ritual de desamarre»                                         |
| 2020                 | El secreto de Puente Viejo | Visitante            | Antena 3             | 1 episodio (Capítulo 2.324)                                             |

### Cortometrajes
| Cortometrajes | Cortometrajes     | Cortometrajes | Cortometrajes                              |
| Año           | Título            | Personaje     | Notas                                      |
| ------------- | ----------------- | ------------- | ------------------------------------------ |
| 2009          | Naturaleza muerta |               | Cortometraje de Will D'Alessandro          |
| 2010          | Buzón de voz      | Olga          | Cortometraje de Óscar Arenas y Carlos Caro |

### Series web
| Series web | Series web          | Series web        | Series web |
| Año        | Título              | Personaje         | Notas      |
| ---------- | ------------------- | ----------------- | ---------- |
| 2011       | Okupados            | La Doctora Hierro | 1 episodio |
| 2012       | La huida            | Sara              | 1 episodio |
| 2012       | Entre líneas        | Ella misma        | 1 episodio |
| 2014       | Famosos y una vieja | Ella misma        | 1 episodio |

### Videoclips
| Videoclips | Videoclips        | Videoclips                         |
| Año        | Tema musical      | Artista                            |
| ---------- | ----------------- | ---------------------------------- |
| 2009       | Sólo tú           | Sergio Vallín y Raquel del Rosario |
| 2009       | Canciones Tristes | Noel Soto                          |
| 2012       | Summer is Crazy   | DJ Valdi                           |
| 2012       | Dos               | DJ Valdi                           |
| 2014       | No lo merezco     | Camela, Alaska y Mario Vaquerizo   |